# Maglia di Lunae Palus

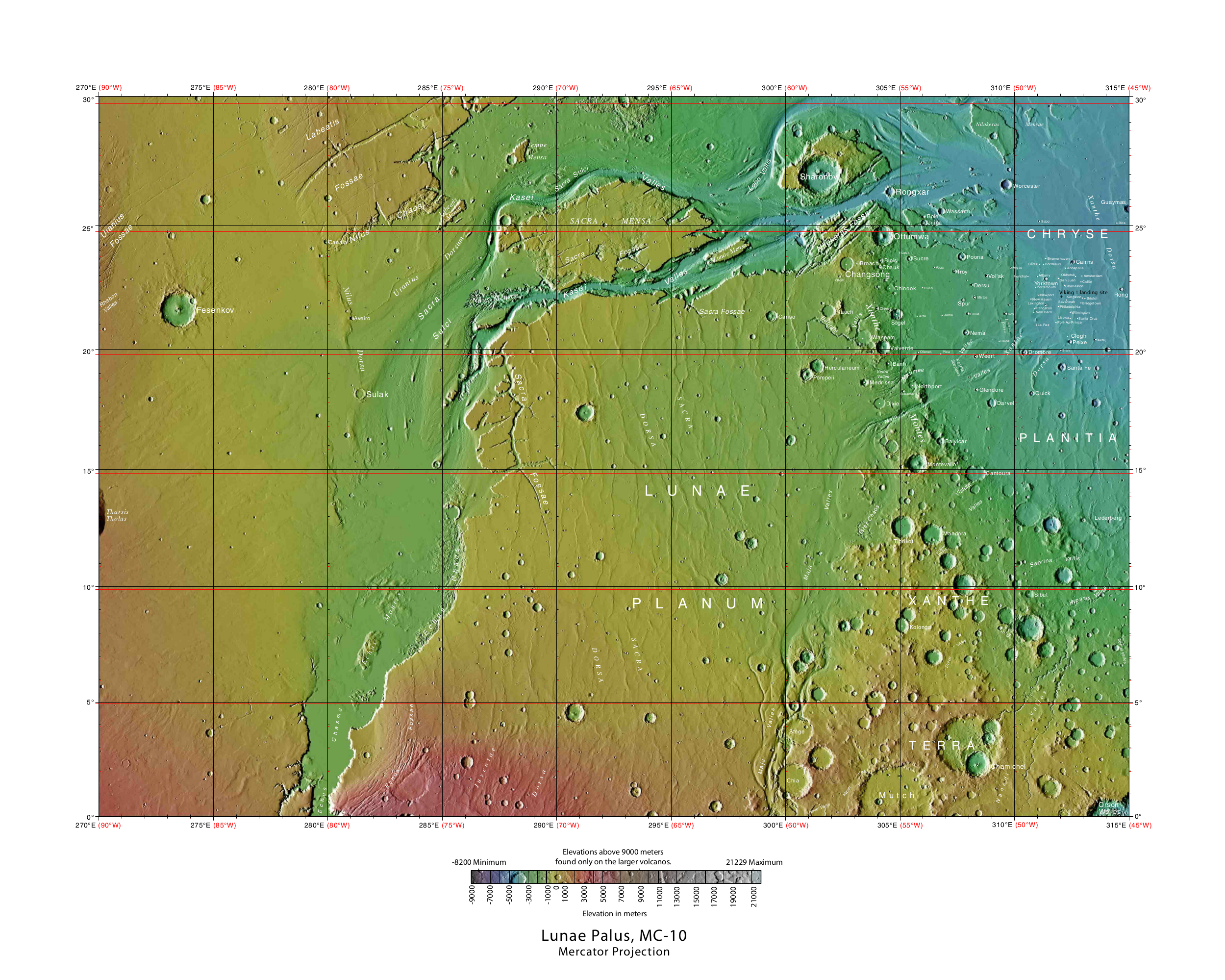
Mappa di MC-10 elaborata dallo strumento Mars Orbiter Laser Altimeter (MOLA) della sonda Mars Global Surveyor (2012). I picchi più elevati sono in rosso e i punti più profondi in blu.

La maglia di Lunae Palus è la regione di Marte che occupa la zona tra i 45° e i 90° di longitudine ovest e tra i 0° e i 30° di latitudine nord ed è classificata col codice MC-10.

## Esplorazione
Al 2018 non è stata effettuata nessuna missione robotica di superficie in questa maglia e non ne è nemmeno prevista alcuna per il futuro. I dati e le immagini relativi a questa maglia sono stati ripresi da orbiter e sonde che hanno effettuato il fly-by.